# Tradescantia huehueteca
Tradescantia huehueteca là một loài thực vật có hoa trong họ Commelinaceae. Loài này được (Standl. & Steyerm.) D.R.Hunt miêu tả khoa học đầu tiên năm 1983.